# Rada TV
Rada TV (en ukrainien : Рада) est la chaîne de télévision publique en Ukraine diffusant les débats.

## Histoire
Le 23 mars 1999 est diffusé le Journal de la session de la Rada d'Ukraine sur Pershyi.
C'est en 2021 que la chaîne est créée avec son propre format et produit boulevard Václav Havel à Vidradny. 
Depuis décembre 2021, elle diffuse des émissions en direct des réunions du parlement, ainsi que d’autres programmes liés au processus législatif.
La chaîne continue de diffuser malgré les conditions difficiles dues à l’invasion à grande échelle de l’Ukraine.
Il est possible de suivre Rada TV en direct sur leur chaîne YouTube ou via leur site officiel.

## Directeurs
- Mykola Orlovskyi (1999 — 2012)[6]
- Vasyl Klymtchouk (février 2012 — mars 2013)[6],[7]
- Ihor Tolstykh (mars 2013 — mars 2014)[7],[8]
- Vasyl Klymtchouk (par intérim, depuis mars 2014)[8],[9]